# らららサンビーチ
座標: 北緯35度01分12秒 東経138度51分40秒 / 北緯35.01989度 東経138.86116度

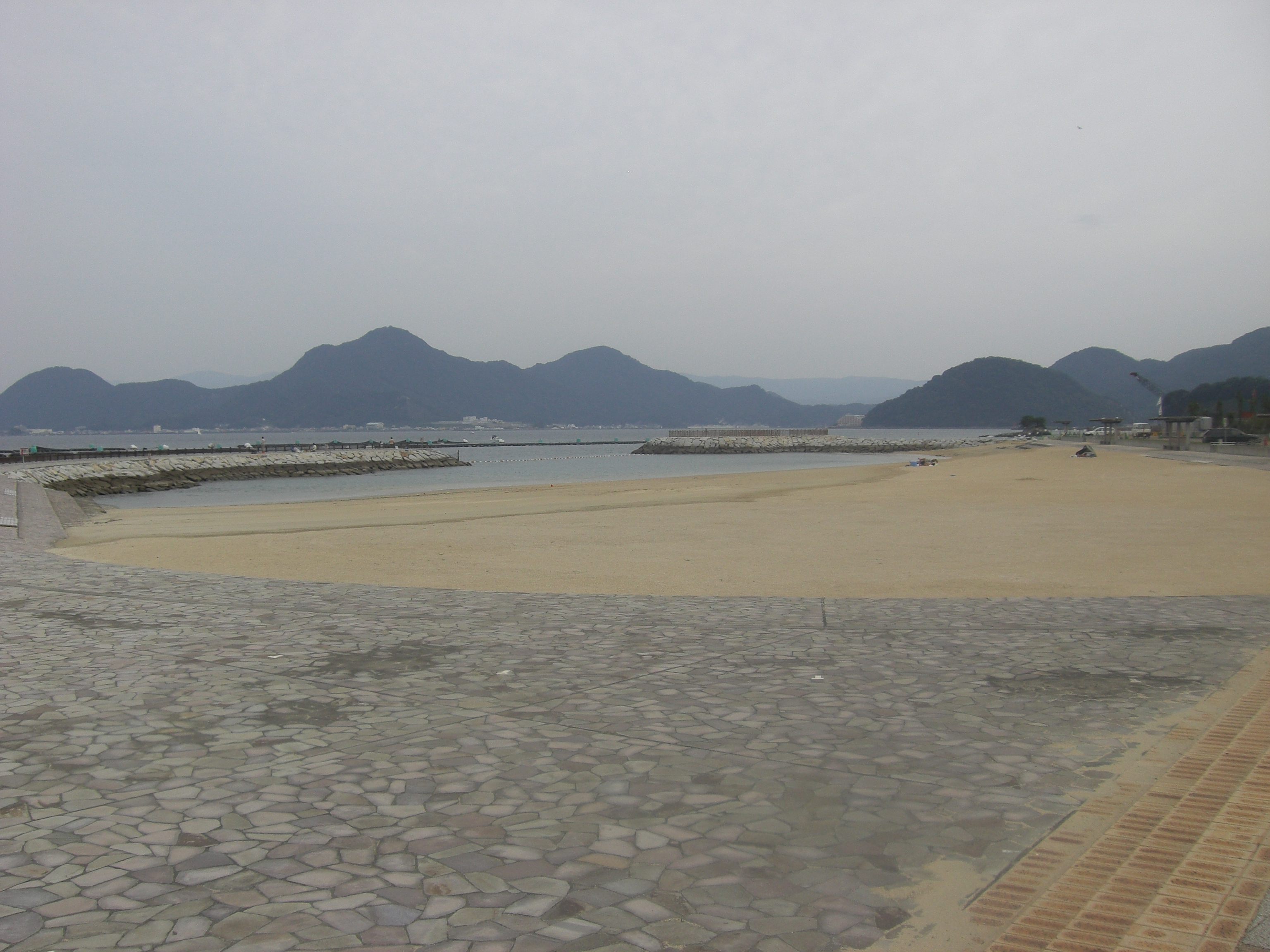
らららサンビーチ（西側から）

らららサンビーチ（Lalala Sun Beach）とは、静岡県沼津市西浦平沢にある人工海浜。平沢海水浴場（ひらさわ かいすいよくじょう）とも。

## 概要
海岸の保全と市民が海に親しむ場の提供を目的として、平沢港の東隣りに造成された人工海浜であり、2003年（平成15年）から供用が開始された。
10年目の2013年（平成25年）には、東隣りに「磯浜エリア」が造成され、供用が開始された。
20年目の2023年（令和5年）には、佐賀県唐津市から採取した砂を約1500トン敷き詰めて「白砂の入れ替え」を行った。
名称の「ららら」は、地域名である西浦（にしうら）、平沢（ひらさわ）、久連（くずら）から採ったものであり、公募により選ばれた。

## 構成
- 「砂浜エリア」 - 長さ230m、幅40ｍの白砂浜。
  - 管理事務所 - シャワー、更衣室、トイレ。
- 「磯浜エリア」
  - 平沢マリンセンター - スキューバダイビング。
- 駐車場 - 車130台（夏1000円、春秋700円、冬500円）、バイク（300円）、自転車。

## アクセス
- 県道17号（沼津土肥線）沿い。
- 東海バス「らららサンビーチ」バス停。